# Astrid Silverlock
Astrid Silverlock eller Astrid Silverlock and The Staff of Virtues var en planerad svensk 3D-animerad film. Filmen skulle produceras av White Shark, som senare bytte namn till Forestlight Studios, och planerades bli en internationell samproduktion med olika potentiella aktörer.

## Handling
Handlingen utspelar sig i Norge på vikingatiden 820. I Kaupang (ursprungligen Korpklint på Gotland) bor hövdingen Erik Silverlock och hans familj. Filmens huvudperson Astrid Silverlock är 18 år gammal och har en tvillingbror som heter Björn Silverlock. Hennes far och bror sätter kurs mot England med skeppet Gokstad. De blir dock på resan förrådda av sina egna män ombord på skeppet. Erik blir tillfångatagen och hans son blir strandsatt på en strand. Hemma i Kaupang bekymrar sig Björns syster Astrid för sin bror som är ute på sitt första vikingatåg. När skeppet kommer tillbaka utan hennes bror blir hon misstänksam. Hon tror inte på besättningens förklaringar om hennes brors frånvaro utan bestämmer sig för att hitta sin bror själv.

### Rollfigurer
- Astrid Silverlock
- Björn Silverlock, Astrids tvillingbror
- jarl Erik Silverlock, hövding i Kaupang
- Gunhild Silverlock, Astrids och Björns mor
- Ragnar Spjutfisk, usurpator som konspirerar mot Erik
- Knut, Ragnar Spjutfisks hejduk
- Karl, spion och budbärare
- Hrefna, häxa
- Brynjolf, dvärg som talar i rim[9][11][12]

### Platser
- Korpklint på Gotland
- Kaupang i Norge
- Jomsborg i Wollin i Polen
- Hedeby i Danmark
- Jarrow i England[12][9][13]

## Produktion

### Bakgrund och idé
1999 kom Robert Rhodin på idén att göra en 3D-animerad vikingafilm. Tidigt 2003 var det första manuset klart och en 4 minuter lång trailer hade producerats av Martin Olsson och Piotr Ilnicki. I mars 2004 upprättades kontakt med den polska animeringsstudion Stalowa Wola Animation Studio som skulle bidra till projektet med 3D-grafik och motion capture-teknik och Jean-Paul Wall kontrakterades att skriva ledmotivet till filmen. I oktober 2004 grundade Robert Rhodin White Shark AB med inriktning att producera reklamfilmer. Intäkterna från produktionen och sin fritid la Rhodin på att utveckla filmen. Produktionen beräknades då kosta runt 40 miljoner kronor. Manuset skrevs av Rhodin själv och bygger på ett opublicerat bokmanus.
2005 köpte Rhodin en bruksgård i Älvkarleby bruk där han planerade husera filmproduktionen. Senare under 2005 hade en trailer skapats av animatören Martin Olsson som Rhodin visade upp för potentiella investerare. Rhodin hade ambitionen att göra Sveriges dittills dyraste animerade film med en planerad budget på 5 miljoner euro, cirka 47 miljoner kronor och planerad premiär till julen 2007. Produktionen skulle delvis vara utlagd till Kina.
I maj 2005 fick produktionen 20 000 euro (50 000 kronor) i produktionsstöd från Svenska filminstitutet som Rhodin spenderade på att anställa en professionell manusförfattare för att renskriva manuset. Rhodin hoppades även på förhandsstöd från Svenska filminstitutet men planerade för att större delen av finansieringen skulle komma från privata aktörer och egen finansiering, däribland 50 miljoner kronor som han sparat från det egna bolaget White Sharks tidigare verksamhet. I augusti 2005 skickades en prospekt ut till potentiella investerare. I oktober 2005 uppgav Rhodin att manuset var färdigskrivet.

### Norge
I maj 2006 rapporterades det att stora delar av produktionen förflyttats till Kaupang i Norge. Paal Aamaas från Høgskolen i Vestfold stöttade projektet tillsammans med Visit Vestfolds förra ledare Thea Lundevold för att stärka turismen i Vestfold. Terje Gansum, daglig ledare på Midgard vikingsenter, bidrog med faktagranskning i produktionen.
Huvudpersonen Astrid i filmen var från början från Korpklint, en fiktiv by i Sverige, men då detta inte passade in i projektets vision om att stärka turismen till Vestfold skrevs manuset om så att hon istället kom från Kaupang i Norge. Produktionen hade 2006 en planerad budget på 6 miljoner euro där produktionen själv skulle bidra med två miljoner euro med resterande fyra miljoner från finansiärer. Filmen planerades då ha premiär till årsskiftet 2007/2008 och beskrevs som en blandning mellan Shrek och Sagan om ringen.
På hösten 2006 skrev produktionen kontrakt med Hollywood-filmproducenten Stephan Belafonte samtidigt som förhandlingar med röstskådespelare och internationell distributör pågick. En trailer planerades släppas till jul samma år med planerad premiär till våren 2008. Målsättningen var att sälja 5-10 miljoner biobiljetter, 3-5 miljoner DVD:er och omsätta 100 miljoner euro samt att producera datorspel, böcker, leksaker och annan merchandise. En 3D-modell av Osebergsskeppet skulle användas i filmen.

### Tomtar & troll
Sommaren 2007 inledde White Shark produktionen av filmen Tomtar & troll: Den hemliga kammaren som skulle fungera som ett referensverk för och finansiera Astrid Silverlock. I augusti 2007 berättade manusförfattarna Joel Cohen och Alec Sokolow att de skrev om manuset då det blivit lite för intelligent för den tilltänkta sjuåriga publiken. Alec Sokolow beskrev att det fanns "väldigt bra grejer i manuset” men att karaktärerna och storyn behövde utvecklas samtidigt som de lagt till mer komedi, fler cliffhangers och en kärlekshistoria. Samtidigt avslöjades det att den svenska musikern Anders Bagge anslutit för att skriva filmmusiken och att produktionen fortfarande sökte finansiering. Anders Birkeland anslöt också som exekutiv producent.
Planen var nu att Tomtar & troll skulle vara färdig och släppt i januari 2008 och att produktionen med Astrid Silverlock skulle dra igång på allvar under våren med intäkterna från Tomtar & Troll och finansiering från diverse filmstöd. Premiären av Astrid Silverlock planerades nu till slutet av år 2009.
Tomtar & troll floppade dock kommersiellt och Astrid Silverlock försenades. Efter en viss omstrukturering av White Shark, nyemission, nedskärning av personalen och rekrytering av den brittiska producenten Peter Lewis återupptogs förproduktionen på hösten 2009. White Sharks tillförordnade VD Carl-Johan Merner uttryckte att projektet gått från "animerad fotorealistisk film till mer klassiskt tecknad film" och att budget krympt från runt 20 miljoner dollar, motsvarande 138 miljoner kronor, till mellan 35 och 40 miljoner kronor. Planen var att färdigställa en trailer till januari 2010, bearbeta manuset, anställa en namnkunnig regissör och säkerställa filmens finansiering och distribution. Planerna på en uppföljare till Tomtar & troll nedprioriterades och istället valde bolaget att fokusera på att färdigställa Astrid Silverlock.

### Senare utveckling
I september 2009 avgick White Sharks vd och största ägare Robert Rhodin sedan han en anhörig häktats på sannolika skäl misstänkta för mord på Rhodins styvfar. I mars 2010 rapporterades det att White Shark höll på med att producera en trailer till filmen och att bolaget engagerat producenten Peter A. Dowling. I april 2010 var trailern färdig och visades internt för White Sharks anställda och visades senare upp för potentiella distributörer på filmfestivalen i Cannes senare det året. Projektet hade nu getts det längre namnet Astrid Silverlock and the Staff of Virtues.
I november 2010 rapporterades det att White Shark (som då bytt namn till Forestlight Studios) slutit avtal med brittiska Stealth Media om distribution och försäljning av filmen som då var en samproduktion med den kanadensiska Bron Studios. Produktionen var då en kanadensisk-brittisk-svensk samproduktion och skulle inledas i mars 2011 och hade en budget på 5-6 miljoner amerikanska dollar. Produktionsstarten senarelades till efter sommaren 2011. Hösten 2011 avslutades samarbetet med Bron Media i samband med det inleddes ett samarbete med irländska Boulder Media. I februari 2012 uppgav Forestlight att projektet i praktiken övergivits.
2017 rapporterades det att Roger Moore skulle ha gjort berättarrösten i filmen innan han dog och i december 2020 angav Alec Sokolow att filmen fortfarande var i produktion.